# Tina Gunzek
Tina Gunzek, slovenska gledališka, televizijska in filmska igralka, *1989, Celje.
Tina Gunzek se je rodila v Celju in odraščala v okolici Šentjurja. Maturirala je na Gimnaziji Lava v Celje in se nato šolala na Akademiji za gledališče, radio, film in televizijo Univerze v Ljubljani, kjer je diplomirala iz dramske igre in umetniške besede. Od sezone 2014/2015 je članica umetniškega ansambla Slovenskega stalnega gledališča Trst.

## Zasebno
Poročena je z igralcem Primožem Fortejem, s katerim imata hčer Olivijo (*2017) in sina Voranca (*2019). Družina živi na Krasu.

## Nagrade
- 2013 – nagrada za mlado igralko na 48. Festivalu Borštnikovo srečanje (za vlogo Dekleta v predstavi Vaje za tesnobo, SSG Trst)[3]